# Balantiopteryx plicata
Balantiopteryx plicata е вид прилеп от семейство Emballonuridae. Видът не е застрашен от изчезване.

## Разпространение и местообитание
Разпространен е в Гватемала, Колумбия, Коста Рика, Мексико, Никарагуа, Салвадор и Хондурас.
Обитава гористи местности, склонове, пещери, долини и храсталаци.

## Описание
Теглото им е около 6,6 g.